# Ana Leonor de Stolberg-Wernigerode
Ana Leonor de Stolberg-Wernigerode (en alemán, Anna Eleonore zu Stolberg-Wernigerode; Ilsenburg, 26 de marzo de 1651-Köthen, 27 de enero de 1690) fue una regente alemana; princesa de Anhalt-Köthen por matrimonio con el príncipe Emmanuel de Anhalt-Köthen, y regente del principado durante la minoría de edad de su hijo de 1671 a 1690.

## Biografía
Nacida en Ilsenburg, era el segundo vástago del conde Enrique Ernesto de Stolberg-Wernigerode y de Ana Isabel de Stolberg.
En Ilsenburg, el 23 de marzo de 1670, Ana Leonor contrajo matrimonio con el príncipe Emmanuel de Anhalt-Köthen. El matrimonio duró solo ocho meses, hasta la muerte de Emmanuel el 8 de noviembre.

### Regencia
Embarazada de tres meses en el momento de la muerte de su marido, Ana Leonor fue nombrada regente del principado de Anhalt-Köthen hasta el nacimiento de su hijo: si era un niño, inmediatamente se convertiría en el nuevo príncipe y ella mantendría la regencia, pero si daba a luz a una niña, los otros principados de Anhalt se dividirían Köthen entre ellos.
El 20 de mayo de 1671, Ana Leonor dio a luz a un hijo varón, Emmanuel Lebrecht, quien se convirtió en el nuevo príncipe. Ana Leonor mantuvo la regencia hasta su muerte.
Ana Leonor murió en Köthen en 1690, a la edad de 38 años. Fue enterrada al lado de su marido en la Iglesia de San Jacobo. Por causa de que su hijo todavía era menor de edad, el príncipe Juan Jorge II de Anhalt-Dessau sucedió a la princesa en la regencia hasta 1692, cuando Emmanuel Lebrecht finalmente obtuvo la mayoría de edad y empezó su gobierno independiente.